# Ernst Jünger
Ernst Jünger (Heidelberg, 29 de março de 1895 – Riedlingen, 17 de fevereiro de 1998) foi um militar, escritor, filósofo, radical aristocrata e entomologista alemão. Jünger manteve uma filosofia consistente ao longo de sua vida longeva (ele morreu em 1998, aos 102 anos). Ele se opôs ao que era e é comum a todas as ideologias modernas — a opressão espiritual do homem e a visão do homem como máquina, como instrumento para fins utópicos; apesar de ter escrito contra valores liberais, a democracia e a República de Weimar e seus livros terem sido populares entre os nazistas A filosofia de Jünger está alinhada com o "niilismo ativo" de Friedrich Nietzsche e o "império da técnica" de Heidegger, a quem Jünger influenciou profundamente. 
Jünger terminou a vida como uma figura literária honrada, embora os críticos continuassem a acusá-lo de glorificar a guerra como uma experiência transcendental em algumas de suas primeiras obras. Ele foi um militarista fervoroso e uma das figuras mais complexas e contraditórias da literatura alemã do século XX 

## Vida
Depois de uma adolescência agitada e de uma fuga, em 1913, aos dezesseis anos, para se engajar na Legião Estrangeira, quando pode conhecer a África, acabou sendo trazido pelo pai, de volta à Alemanha. Em 1914, no início da Primeira Guerra Mundial, apresentou-se como voluntário ao exército alemão e serviu  na Frente Ocidental durante todo o conflito, destacando-se por sua bravura. Promovido a suboficial e, depois, a oficial (tenente), foi ferido pelo menos sete vezes. Em 22 de setembro de 1918, aos 23 anos de idade, recebeu, a mais alta condecoração militar da Prússia - a cruz Pour le Mérite, informalmente chamada Blauer Max('Max Azul').
Após a guerra, publicou, em 1920, In Stahlgewittern ('Tempestades de Aço'), um romance em forma de diário, com lembranças de sua vida nas trincheiras e das experiências em combate, como comandante de companhia. Em uma voz desapaixonada e objetiva, Jünger descreve o heroísmo e o sofrimento dele e de seus companheiros, nos combates brutais na Frente Ocidental. Tempestades de Aço foi um sucesso de crítica e público na Alemanha e em outros países. André Gide chegou a escrever que a obra de Ernst Jünger era incontestavelmente o mais belo livro sobre a guerra de 1914 que ele havia lido.
Dois anos depois, publicou Der Kampf als inneres Erlebnis (“Combate como experiência interna”).
Após ser dispensado do exército em 1923, Jünger estudou zoologia e botânica nas universidades de Leipzig e Nápoles. Ele publicou mais lembranças e reflexões sobre suas experiências de guerra em Das Wäldchen (1925; “O Bosque”) e Feuer und Blut (1925; “Fogo e Sangue”).
Apesar de seu militarismo, sua preferência por um governo autoritário e seus ideais nacionalistas radicais, Jünger resistiu às ofertas de amizade de Adolf Hitler no final da década de 1920 e se recusou a aderir ao movimento nazista mesmo depois que o partido chegou ao poder na Alemanha em 1933. Além disso, durante a chancelaria de Hitler, ele escreveu uma alegoria crítica ao nazismo, sobre a devastação bárbara de uma terra pacífica no romance Auf den Marmorklippen (1939; On the Marble Cliffs ), que, surpreendentemente, passou pelos censores e foi publicado na Alemanha.
Sondado pelo partido nazista devido a seu passado de combatente e seus escritos políticos nacionalistas, ele recusou qualquer envolvimento. Depois de 1933 a Gestapo passou a vigiá-lo. Mudou-se para uma aldeia, Goslar, nas montanhas Harz; depois se radicou em Überlingen.
Em 1934 publica a sua primeira denúncia ao racismo fascista em seu texto "Blaetter und Steine" (Folhas e pedras). Em seguida realizou uma série de viagens: à Noruega em 1935, ao Brasil, Ilhas Canárias e Marrocos em 1936.
Durante a Segunda Guerra Mundial em Paris ocupada, mais precisamente desde 1941 Jünger freqüentou os salões literários e de fumadores de ópio, o que permitiu que aos poucos se ligasse aos oficiais insatisfeitos com Hitler.
Em 1943 ele se voltou abertamente contra o totalitarismo nazista e seu objetivo de conquista do mundo, como retratado em Der Friede (“A Paz”). Jünger foi demitido do exército em 1944 depois de ter sido indiretamente vinculado a oficiais que planejaram matar Hitler. Alguns meses depois, seu filho morreu em combate na Itália depois de ter sido condenado a um batalhão penal por motivos políticos.
No ano seguinte contactou com André Gide e Julien Green. Em 1939, mudara-se para Kirchhorst na Baixa Saxônia e é publicada a obra-prima Nos Penhascos de Mármore, romance alegórico que denuncia a barbárie perpetrada pelo Nazismo. Mais do que a denúncia de um regime autoritário, o romance ilustra de maneira sutil as forças que se estabelecem num regime ditatorial.

## Fotografia
Os fotolivros de Ernst Jünger são acompanhamentos visuais de seus escritos sobre tecnologia e modernidade. Os sete livros de fotografia que Jünger publicou entre 1928 e 1934 são representativos do período mais militarista e radicalmente de direita em sua escrita. Os primeiros fotolivros de Jünger, Die Unvergessenen (O Esquecido, 1929) e Der Kampf um das Reich (A Batalha pelo Reich, 1929) são coleções de fotografias de soldados mortos na Primeira Guerra Mundial e da frente da Guerra Mundial, muitas das quais ele mesmo tirou. Ele também contribuiu com seis ensaios sobre a relação entre guerra e fotografia em um fotolivro de imagens de guerra chamado Das Antlitz des Weltkrieges: Fronterlebnisse deutscher Soldaten (A Face da Guerra Mundial: Experiências de Frente dos Soldados Alemães, 1930) e editou um volume de fotografias que tratam da Primeira Guerra Mundial, Hier spricht der Feind: Kriegserlebnisse unserer Gegner (A Voz do Inimigo: Experiências de Guerra de nossos Adversários, 1931). Jünger também editou uma coleção de ensaios, Krieg und Krieger (Guerra e Guerreiros, 1930, 1933) e escreveu o prefácio de uma antologia fotográfica de aviões e vôo chamada Luftfahrt ist Not! (Voar é imperativo! [ou seja, uma necessidade], 1928).

### em Português
- Sobre as Falésias de Mármore, trad. Carlos Sampaio, Estúdios Cor, Lisboa, 1973. Existe outra tradução desta obra, de Rafael Gomes Filipe, publicada pelas Edições Vega, Lisboa.
- Drogas Embriaguez e Outros Temas, trad. Margarida Homem de Sousa, rev. Rafael Gomes Filipe e Roberto de Moraes, Arcádia, Lisboa, 1977. Obra reeditada em 2001 pela Relógio d'Água.
- Eumeswil, trad. Sara Seruya, Editora Ulisseia, Lisboa, s. d.
- Heliópolis, trad. Aulyde Soares Rodrigues, Editora Nova Fronteira, Rio de Janeiro, 1981.
- Um Encontro Perigoso, trad. Ana Maria Carvalho, rev. Rafael Gomes Filipe, Difel, Lisboa, 1987.
- O Problema de Aladino, trad. Ana Cristina Pontes, Edições Cotovia, Lisboa, 1989.
- O Coração Aventuroso (segunda versão) Figuras e Caprichos, trad. Ana Cristina Pontes, Edições Cotovia, Lisboa, 1991.
- O Passo da Floresta, trad. e posfácio Maria Filomena Molder, BCF Editores, Lisboa, 2021 .
- O Trabalhador - Domínio e Figura, trad. Alexandre Franco de Sá, Hugin, Lisboa, 2000.
- A Guerra como Experiência Interior, trad. Armando Costa e Silva, rev. Roberto de Moraes, Ulisseia, Lisboa, 2004.
- Nos Penhascos de Mármore, trad. Tercio Redondo, Editora Cosac-Naify, prefácio de Antonio Candido, posfácio de Tercio Redondo, São Paulo, 2008.

### em alemão
- In Stahlgewittern (1920)
- Der Kampf als inneres Erlebnis (1922)
- Sturm (1923)
- Feuer und Blut (1925)
- Das Wäldchen 125 (1925)
- Das abenteuerliche Herz. Aufzeichnungen bei Tag und Nacht (1929)
- Der Arbeiter. Herrschaft und Gestalt (1932)
- Blätter und Steine (1934)
- Afrikanische Spiele (1936)
- Das abenteuerliche Herz. Figuren und Capricios (1938)
- Auf den Marmorklippen (1939)
- Gärten und Straßen (1942)
- Myrdun. Briefe aus Norwegen (1943)
- Der Friede. Ein Wort an die Jugend Europas und an die Jugend der Welt. (1945)
- Atlantische Fahrt (1947)
- Sprache und Körperbau (1947)
- Ein Inselfrühling (1948)
- Heliopolis. Rückblick auf eine Stadt (1949)
- Strahlungen (1949)
- Am Kieselstrand (1950)
- Über die Linie (1951)
- Der Waldgang (1951)
- Besuch auf Godenholm (1952)
- Der gordische Knoten (1953)
- Das Sanduhrbuch (1954)
- Am Sarazenturm (1955)
- Rivarol (1956)
- Gläserne Bienen (1957)
- Jahre der Okkupation (1958)
- An der Zeitmauer (1959)
- Der Weltstaat (1960)
- Typus, Name, Gestalt (1963)
- Grenzgänge. Essays. Reden. Träume (1966)
- Subtile Jagden (1967)
- Sgraffiti (1969)
- Ad hoc (1970)
- Annäherungen. Drogen und Rausch (1970)
- Die Zwille (1973)
- Zahlen und Götter. Philemon und Baucis. Zwei Essays (1974))
- Eumeswil (1977)
- Siebzig verweht I (1980)
- Siebzig verweht II (1981)
- Aladins Problem (1983)
- Maxima - Minima, Adnoten zum 'Arbeiter' (1983)
- Autor und Autorschaft (1984)
- Eine gefährliche Begegnung (1985)
- Zwei Mal Halley (1987)
- Die Schere (1989)
- Prognosen (1993)
- Siebzig verweht III (1993)
- Siebzig verweht IV (1995)
- Siebzig verweht V (1997)